# Fabian McCarthy
Fabian McCarthy (ur. 12 maja 1990 w Kingston) – jamajski piłkarz występujący na pozycji pomocnika, zawodnik UWI FC. Reprezentant Jamajki.

## Życiorys

### Kariera klubowa
Swoją karierę piłkarską rozpoczął w jamajskim klubie Montego Bay United FC z National Premier League. 1 lipca 2017 podpisał kontrakt z UWI FC. 

### Kariera reprezentacyjna
W reprezentacji Jamajki zadebiutował 30 stycznia 2018 na stadionie Mardan Stadı (Mardan Spor Kompleksi, Aksu, Turcja) w zremisowanym 2:2 meczu towarzyskim przeciwko Korei Południowej. 

## Sukcesy

### Klubowe
Montego Bay United FC
- Zwycięzca National Premier League: 2013/2014, 2015/2016
- Zdobywca drugiego miejsca w National Premier League: 2014/2015
- Zdobywca drugiego miejsca w JFF Champions Cup: 2014